# I cinque della vendetta (film)
I cinque della vendetta è un film western del 1966 diretto da Aldo Florio.

## Trama
Alcune idee di fratellanza e di libertà portate da uno yankee reduce da una guerra di secessione, Jim Latimore viene ucciso nel giorno del suo matrimonio con Rosaria, cugina dei Gonzales proprietari della zona Rio Grande de la Frontera. Successivamente i cinque amici di Jim rintracciano Rosaria, che lavora in un saloon per volere dei suoi cugini Gonzales, promettendole di riportarla nella sua casa e di restituirle il figlio rapito dai cugini per farlo diventare come loro.